# Araceli González

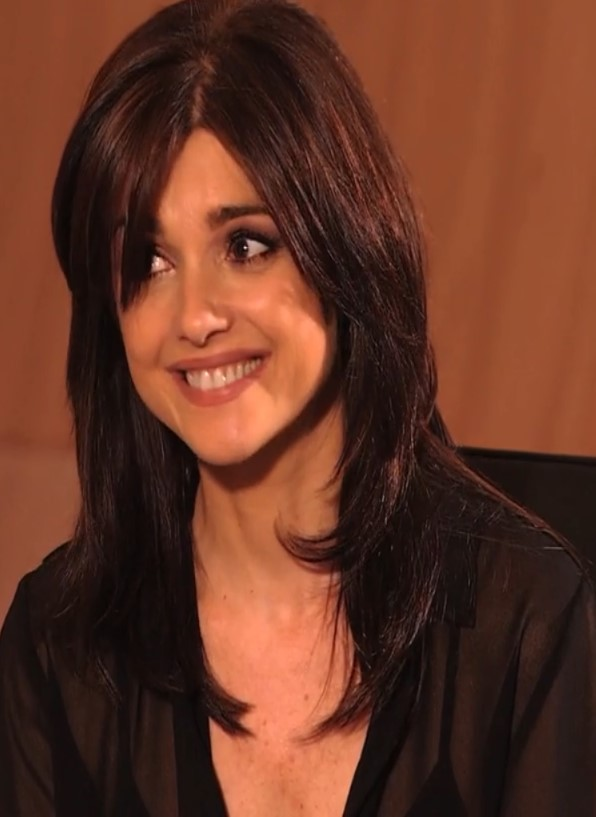
Araceli González (2014)

Araceli González (geboren am 19. Juni 1967 in Buenos Aires, Argentinien) ist eine argentinische Filmschauspielerin, Model und Moderatorin.

## Leben
Araceli González wuchs im Stadtteil Villa Lugano der argentinischen Hauptstadt Buenos Aires auf.
Mit zwölf Jahren hatte sie ihren ersten Auftritt in einem Werbespot. Sie zog nach Ramos Mejía und besuchte dort eine weiterführende Privatschule. Ab dem 15. Lebensjahr nahm sie erstmals an einer Modeschau teil und machte Werbung für Adidas und Dufour. Sie wurde von Pancho Dotto gemanagt. Der endgültige Durchbruch im Werbebusiness gelang ihr 1990 mit der Werbung für die Bekleidungsmarke By Deep.
1990 debütierte sie im Kino mit einer Rolle im Dramafilm Play Murder for Me, auch als Negra medianoche bekannt. Zwei Jahre später trat sie in der TV-Serie La Banda del Golden Rocket auf. Im Jahre 1995 gewann González den Martin Fierro für ihren Auftritt in der TV-Serie Nano.
Von 1994 bis 2014 trat sie in nahezu 25 Filmen bzw. TV-Serien auf.

### Privates
Von 1988 bis 1990 war sie mit Rubén Darío Torrente verheiratet. Die beiden haben eine gemeinsame Tochter. Später lernte sie Adrián Suar kennen, mit dem sie 1998 ihren ersten Sohn bekam. 2005 wurde die Ehe geschieden. Im Dezember 2013 heiratete Araceli González Fabián Mazzei.

## Filmografie
- 1990: Play Murder for Me
- 1991–1993: La Banda del Golden Rocket (69 Folgen)
- Nano (195 Folgen)
- 1995: Sheik (120 Folgen)
- 1996: El último verano (80 Folgen)
- 1997: Carola Casini (42 Folgen)
- 1999: Alma mía (1 Folge)
- 1999: La Argentina de Tato (1 Folge)
- 2000: Sábado Bus (1 Folge)
- 2000: Primicias (210 Folgen)
- 2001: Provócame (133 Folgen)
- 2002: 1000 millones (119 Folgen)
- 2003: Quilmes: García González (Fernsehkurzfilm) (3 Folgen)
- 2005: Los Roldán (1 Folge)
- 2005: Die Abenteuer von Sharkboy und Lavagirl in 3-D
- 2005: Numeral 15 (Mini-Serie; 1 Folge)
- 2005: Larga distanca (Mini-Serie, 1 Folge)
- 2005–2007: Mujeres asesinas (3 Folgen)
- 2006: Amas de casa desesperadas (Mini-Serie, 19 Folgen)
- 2009: Caiga quien caiga – CQC (Fernsehserie, 1 Folge)
- 2010: Sutiles diferencias (Fernsehfilm)
- 2012: Dulce Amor (19 Folgen)
- 2012: El hombre de tu vida (1 Folge)
- 2014–2015: Guapas (Fernsehserie, 173 Folgen)
- 2016: Los ricos no piden permiso
- 2021: Sola
- 2024: Duino

## Auszeichnungen
- 1994: Martin Fierro als beste Newcomerin in der Telenovela Nano (gewonnen)
- 2002: INTE Award als Schauspielerin des Jahres (nominiert)
- 2003: INTE Award als Schauspielerin des Jahres (nominiert)
- 2005: Martin Fierro als beste Schauspielerin in einer Mini-Serie für die Mini-Serie Botines (nominiert)
- 2006: Martin Fierro als beste Schauspielerin in einer Mini-Serie für den Mini-Serie Amas de casa desesperadas (nominiert)[7]